# Jam Hsiao
Jam Hsiao Jing Teng (caratteri cinesi: 蕭敬騰; pinyin: Xiāo Jìng Téng; Taipei, 30 marzo 1987) è un cantante e attore taiwanese, divenuto famoso nell'estate del 2007 grazie al talent show della CTV One Million Star, versione cinese dell'americano American Idol.
Autodidatta nella maggior parte degli strumenti musicali che suona, Hsiao è conosciuto al pubblico soprattutto per il suo stile canoro, la differenza nei generi musicali in cui si cimenta ed il suo carisma nelle esibizioni live.

## Origini
Nato da padre di origini cinesi e madre proveniente dal popolo Amis degli aborigeni taiwanesi, Hsiao ha ereditato da quest'ultima la bella voce e la passione per la musica. All'età di 15 anni, Hsiao iniziò a suonare la batteria dopo aver trovato in casa il primo singolo dei Bon Jovi, It's My Life, contenuto nell'album Crush del 2000. L'istruzione di Hsiao alla batteria durò solo pochi mesi, ma servì al giovane per essere introdotto nel mondo della musica.
All'età di 16 anni, Hsiao divenne istruttore di batteria in una scuola di musica locale, e si offrì volontario per insegnare il medesimo strumento agli adolescenti problematici della sua comunità. Quest'ultimo atto lo rese vincitore del Premio Buon Samaritano 善心獎 per due anni consecutivi.
Durante la sua adolescenza, Hsiao formò anche un gruppo musicale rock di nome Diapason insieme a degli amici ed al fratello maggiore. Oltre ad essere il cantante del gruppo, iniziò a suonare da autodidatta le tastiere e, a 17 anni, cominciò ad esibirsi con i suoi strumenti nei pub locali.
Le maggiori influenze musicali di Hsiao sono i Bon Jovi, i Mr. Big, gli Skid Row, Yoshiki degli X Japan, Jeff Chang 張信哲, A-Mei 張惠妹, Jacky Cheung 張學友 e Na Ying 那英, oltre che il tenore italiano Luciano Pavarotti.

## La fama
Nel 2007, Hsiao richiese la partecipazione alla seconda stagione del talent show One Million Star, tuttavia la produzione del programma non lo accettò e decise di farlo partecipare come sfidante occasionale nella prima stagione. Egli fu introdotto nello show come "lo sfidante più forte della storia" (史上最強挑戰者), e vinse la sua prima sfida contro Stanly Hsu 許仁杰 cantando la canzone The Only One In The World (世界唯一的妳). Alla sua seconda apparizione Hsiao sfidò con la canzone Betrayal (背叛) il favorito del programma, Aska Yang 楊宗緯, e vinse ancora. A maggio del 2007 gli indici di ascolto del programma raggiunsero una media del 4.06, ed i produttori decisero di continuare sulla stessa linea facendo sfidare Hsiao e Yang ancora una volta, cantando la canzone New Love (新不了情). Dopo quest'ultima sfida, Hsiao fu soprannominato Re dei Ragni Neri dalla conduttrice del programma, Momoko Tao 陶晶瑩, e sebbene non avesse ottenuto il punteggio massimo contro Yang, la sua popolarità crebbe tra il pubblico fino a raggiungere le proporzioni del fan club ufficiale denominato Hsiao Band. In quello stesso periodo, Yahoo! Taiwan lo inserì al terzo posto tra le celebrità più ricercate del 2007 nel motore di ricerca online.
Dopo appena tre apparizioni televisive, il pubblico iniziò ad affollare i pub dove il cantante si esibiva ancora dal vivo. Sul blog ufficiale del cantante furono registrate circa 400.000 visite, a sole due settimane dalla sua apertura.

## Carriera dopo il talent show
Hsiao non ha avuto appoggio da nessuna etichetta discografica per tutto il primo anno sin dal suo debutto, tuttavia ha raggiunto il favore del pubblico grazie alle sue partecipazioni a programmi televisivi. Inoltre, diversi altri personaggi del mondo del pop cinese concentrarono la loro attenzione su di lui, come il gruppo rock Shin 信樂團, che lo invitò ad unirsi alla band come vocalist, o la cantante A-Mei 張惠妹, con la quale Hsiao si cimentò nel duetto Moment of the First Sight (一眼瞬間), contenuto nell'album del 2007 della cantante, Star. A dicembre del 2007 Hsiao cantò un medley composto da quattro sue canzoni originali ai Golden Horse Awards 金馬獎, una cerimonia di premiazione cinematografica. Dopo la sua scalata al successo, diverse etichette discografiche iniziarono a offrirgli un contratto.
A marzo del 2008, la Warner Music fece firmare a Hsiao un contratto di quattro anni, con un budget di 30.000 NTD.
Il 16 giugno 2008 fu pubblicato ufficialmente l'album di debutto di Hsiao, Jam Hsiao Same-Name Album (蕭敬騰同名專輯), che includeva due canzoni scritte da lui e diverse canzoni i cui testi erano stati scritti da personaggi affermati nel mondo del mandopop, quali A-Shin 阿信 dei Mayday, A-Chin 阿沁 dei F.I.R., Gary Chaw 曹格 e Ching Feng 青峰 dei Sodagreen. L'album raggiunse contemporaneamente la prima posizione nelle due classifiche musicali G-Music Chart 玫瑰 e Five Music Chart 五大, nelle quali rimase per sette settimane. Esso ottenne, inoltre, il primo posto come miglior album cinese in diversi paesi dell'Estremo Oriente e del Sudest asiatico. Il 6 luglio dello stesso anno, Hsiao tenne il suo primo concerto denominato New-Song Outdoor Concert (新歌發表會), al Tamshui Fisherman's Wharf (淡水漁人碼頭) di Taiwan. Oltre a presentare dal vivo tutte le canzoni del suo album di debutto, il cantante si è cimentato in duetti con Vivian Hsu 徐若瑄, Khalil Fong 方大同 ed anche il canadese Daniel Powter.
Il 1º agosto 2008 è stata pubblicata una versione rivisitata dell'album di debutto, intitolata First Live, comprendente un CD audio ed un DVD della sua esibizione live al Tamshui Fisherman's Wharf. Successivamente, il 26 settembre dello stesso anno, fu proposta sul mercato un'edizione limitata dell'album intitolata Ultimate Version (終極收藏版), comprendente tutto il contenuto dell'album e del First Live, con aggiunta di alcuni video musicali, un bonus track intitolato Thank you, i dietro le quinte del concerto ed alcuni lavori artistici di Hsiao nell'ambito della fotografia e della pittura.
Attualmente la popolarità di Hsiao si è estesa, oltre che alla sua patria di origine Taiwan, anche nella Cina continentale, ad Hong Kong, in Malaysia e a Singapore. Il fanclub ufficiale del cantante ha denominato i suoi fan nel mondo Hsiao Band (蕭幫), e grazie ad internet il cantante ha raggiunto la popolarità nelle comunità sinofone di Nord America, Sudamerica, Australia ed Europa.

## Caratteristiche
Durante le esibizioni dal vivo, la voce di Hsiao passa da momenti di forza e potenza a note dolci e soft. Hsiao preferisce cimentarsi nella musica rock, ma non è raro sentirlo cantare ballad, musica pop, jazz, R&B, revival e perfino musica country e folk taiwanese. Commenti positivi ufficiali sulle sue qualità vocali sono stati fatti in special modo da uno dei giudici del programma televisivo One Million Star, Kay Huang 黃韻玲.
Contrariamente alle sue esibizioni forti e carismatiche, Hsiao è solitamente silenzioso e timido, tanto che è stato soprannominato dai giornalisti "il ragazzo al primo posto con meno parole" (省話一哥).
Hsiao suona la batteria, le tastiere, il pianoforte, la chitarra, il flauto ed il sassofono, ma pratica anche sport quali ping pong, biliardo, badminton, basket, golf, pattinaggio su ghiaccio, ciclismo e skateboarding. Altre attività artistiche in cui ama cimentarsi sono la fotografia ed il disegno.

## Lavori rappresentativi

### Singoli musicali
- Wishing You Happiness (祝你幸福) – Canzone commerciale pubblicata a gennaio del 2009 per il reality show della Farglory The Happy Family Plan (遠雄建設幸福家庭計劃).
- To My Beloved (給．愛人) – Canzone di beneficenza per la Genesis Social Welfare Foundation (創世基金會), pubblicata a dicembre del 2008 come EP AVCD, che include anche un video musicale girato in Italia. La musica della canzone è stata composta dallo stesso Hsiao.
- Lonesome For You (寂寞還是你) – Singolo pubblicato a settembre 2008 come download digitale, e come CD promozionale per il telefono cellulare HTC Touch Viva; questa è stata la prima canzone pubblicata per la quale Hsiao ha composto sia la musica che il testo.
- Loving Each Other (相親相愛) – Singolo di beneficenza per le vittime del terremoto del Sichuan, Cina, avvenuto nel 2008. Il singolo è stato un lavoro congiunto di diversi cantanti pop sotto contratto con la Warner Music Taiwan, ed è stato pubblicato a giugno del 2008.
- How We Roll - Follow Me (跟著我˙鼠來寶) – Canzone di beneficenza, disponibile solo nel DVD promozionale ed edizione limitata del film Alvin and the Chipmunks, pubblicato a dicembre del 2007.
- Moment of the First Sight (一眼瞬間) – Duetto con la cantante A-Mei, incluso nell'album di quest'ultima Star, pubblicato nell'agosto del 2007.

### Discografia
| Titolo                                           | Informazioni | Tracce | Testi / Compositori / Produttori |
| ------------------------------------------------ | --- | --- | --- |
| 3 LOVE Moments «愛的時刻 自選輯»                 | - Pubblicato： 13 novembre 2009 - Etichetta: Warner Music Taiwan | 1. The Very Last Blossom (開到荼蘼) 2. New Endless Love (新不了情) 3. If I Don't Have You (如果沒有你) 4. A Dream (夢一場) 5. The Silent Flower (無言花) 6. What I Miss Most (我懷念的) 7. Remembrance(記念) 8. To Write A Song (寫一首歌) 9. Remember (記得) 10. Rewind (倒帶)                                                                                           | 1. 林夕/ CY Kong 2. 黃鬱/ 鮑比達 3. 李焯雄/ 左安安 4. 袁惟仁/ 袁惟仁 5. 陳黎鐘/ 陳小霞 6. 姚若龍/ 李偲菘 7. 姚謙/ Tanya Chua 8. 順子&JEFF C./ 順子 9. 易家揚/ JJ Lin 10. 方文山/ Jay Chou |
| 2 Princess «王妃»                                | - Pubblicato： 17 luglio 2009 - Etichetta: Warner Music Taiwan - Princess Live «王妃 Live影音限定版» (2CD + 1DVD), 28 agosto 2009 | 1. Princess (王妃) 2. Don't Know How to Love (我不會愛) 3. A-Fei's Little Butterfly (阿飛的小蝴蝶) 4. Believers (善男信女) 5. Say a lil something 6. Love Games (愛遊戲) 7. Not A Boy, Not Yet A Man (小男人大男孩) 8. Stone That Knows Pain (會痛的石頭) 9. Loving You Too Deeply (愛過了頭) 10. Green Door 11. To My Beloved (給愛人) 12. Lonesome for You (寂寞還是你) | 1. 陳鎮川/ 李偲菘/ 李偲菘 2. 鄔裕康/ Kim, Seok Jin / 李偉菘 3. 阿弟仔/ 阿弟仔/ 阿弟仔 4. 陳鎮川/ 李偉菘/ 李偉菘 5. 崔惟楷 / Khalil Fong / 李偲菘 6. 陳鎮川 / 陳偉 / 陳偉 7. Jam Hsiao/ Jam Hsiao/ Jam Hsiao 8. 姚若龍 / Jeong Si Ro, Kang Eun Kyung/ 李偲菘 9. 胡如虹/ 李偉菘/ 李偉菘 10. Jam Hsiao/ Jam Hsiao/ Jam Hsiao 11. 陳鎮川/ Jam Hsiao/ 鍾興民 黃韻玲 12. Jam Hsiao/ Jam Hsiao/ 馬奕強                       |
| 1st Jam Hsiao Self-titled Album «蕭敬騰同名專輯» | - Pubblicato： 16 giugno 2008 - Etichetta: Warner Music Taiwan - Jam Hsiao Self-titled Album First Live «蕭敬騰同名專輯First Live» (2CD + 1DVD), 1º agosto 2008 - Jam Hsiao Self-titled Album Ultimate Version «蕭敬騰同名專輯終極收藏版»(2CD + 2DVD), 26 settembre 2008 | 1. Collection (收藏) 2. The Prince's New Clothes (王子的新衣) 3. Forgive Me (原諒我) 4. Daring Regardless of Self (奮不顧身) 5. Loving Dearly (疼愛) 6. Wishing You Were Here (多希望你在) 7. Alive (活著) 8. Existence For A Lifetime (一輩子存在) 9. I'm Crying (我在哭) 10. Blues 11. Bonus track: Romance of Alocasia (海芋戀)                                        | 1. 陳鎮川/ 李偉菘/ 李偉菘, 李偲菘 2. 陳鎮川/ Andreas Hemmeth, Linnea Handberg/ 李偲菘 3. F.I.R. 阿沁, 陳天佑, 吳易緯/ 阿沁/ 李偉菘 4. 鄔裕康/ Gary Chaw/ 馬毓芬 5. A-Shin dei Mayday / A-Shin dei Mayday/ 陳偉 6. QingFeng dei Sodagreen / QingFeng dei Sodagreen/ 馬毓芬 7. 崔惟楷/ 小宇(宋念宇)/ 陳偉 8. 陳鎮川/ Jam Hsiao/ 李偉菘 9. 鄔裕康/ 李偲菘/ 李偲菘 10. 陳偉, 林唯/ 陳偉/ 陳偉 11. 十九筆/ Jam Hsiao/ 陳偉 |

### Pubblicazioni bibliografiche
- Jam Hsiao: Listening to Italy 《蕭敬騰．聆聽義大利》

Taipei Taiwan, Kate Publishers, 24 dicembre 2008, ISBN 9789866606274
- Jam Hsiao's Grown-up Ceremony 《蕭敬騰的成年禮》

Taipei Taiwan, Paperback Publishers, 24 dicembre 2007, ISBN 9789578036697

## Esibizioni ed attività

### Esibizioni nei Talent Show
- One Million Star (超級星光大道)

(cantante originale: Gary Chaw 曹格) sfida contro Stanly Hsu 許仁杰
(cantante originale: Gary Chaw 曹格) sfida contro Aska Yang 楊宗緯
(cantante originale: Wan Fang 萬芳) sfida contro Aska Yang 楊宗緯

### Principali concerti
- Golden Horse Award 金馬獎, dicembre 2007

Esibizione ai Golden Horse Awards 2007
The Secret That Cannot Be Told 不能說的秘密 (cantante originale: Jay Chou 周杰倫)
Spider Lilies 小茉莉 (cantante originale: Rainie Yang 楊丞琳)
Gate of Heaven 天堂口 (cantante originale: Shu Qi 舒淇)
Little Love Song 小情歌 (cantante originale: Sodagreen 蘇打綠)
- S-pop Hurray!, marzo 2008

Esibizione ad S-pop Hurray! 2008 (Singapore)
Really Want to Love You 太想愛你 (cantante originale: Jeff Chang 張信哲)
Released 解脱 (cantante originale: A-Mei 張惠妹)
Three Days and Two Nights 三天兩夜 (cantante originale: Jacky Cheung 張學友)
Romance of Alocasia 海芋戀 (cantante originale: Jam Hsiao 蕭敬騰)
- Jam Hsiao's New-Song Outdoor Concert 蕭敬騰同名專輯新歌發表會, luglio 2008

Esibizione di The Prince's New Clothes 王子的新衣
le 11 tracce del suo Same-Name Album
I Still Believe feat. Vivian Hsu 徐若瑄
Enough or Not 夠不夠 feat. Khalil Fong 方大同
Bad Day feat. Daniel Powter
- Concerto dei F.I.R. Tenth Planet, Singapore [ospite speciale], agosto 2008

We Will Rock You - Duetto con la cantante dei F.I.R., Faye.
Collection 收藏 e The Prince's New Clothes 王子的新衣
- Missing You Daily - Concerto in memoria di Tom Chang 天天想你” 張雨生紀念音樂會, agosto 2008

Affirming Lips Denying Heart 口是心非 – Uno dei classici di Chang.
I Wish 我期待 - Vecchio duetto di Chang del 1994, rivisitato e remixato.
- Concerto dei F.I.R. Tenth Planet, Hong Kong [ospite speciale], dicembre 2008

Last Christmas - Duetto con la cantante dei F.I.R., Faye.
It's My Life
To The Ones I Love 給．愛人

## Filmografia

### Cinema
- Sha shou Ouyang Penzai, regia di Fung-Bok Lee e Chi-Man Wan (2011)
- Da Zhai Men, regia di Yen-Ping Chu (2014)
- Crazy New Year's Eve, regia di Eva Jin, Anzi Pan, Di Song e Jiarui Zhang (2015)

### Serie TV
- Ming zhong zhu ding wo ai ni – serie TV, episodi 1x18 (2008)
- Tao Hua xiao mei – serie TV, episodi 1x8 (2009)
- Shen ye shi tang – serie TV, episodi 1x10-1x11 (2017)

## Spot pubblicitari
- Seconda Competizione Canora Annuale del Ristorante Libra 第二屆天秤座民歌大賽, luglio 2007.
- La nuova bevanda analcolica della Taiwan Tobacco and Liquor Corporation 台灣菸酒公司, succo al monascus di segale (紅麴黑麥汁), giugno 2008.
- Orologi CHUVINCI, agosto 2008.
- Abbigliamento Tonlion, ottobre 2008.
- Motocicletta Yamaha CUXI Fi, dicembre 2008.
- Farglory Realty The Happy Family Plan, Parte 3 di 3: Wishing You Happiness (遠雄建設幸福家庭計劃三部曲之三:祝你幸福), gennaio 2009.

## Premi
- Taipei Municipal Good Samaritan Award (台北市政府 善心人士獎) in 2003 and 2004
- Primo posto, Prima Competizione Canora Annuale del Ristorante Libra (第一屆天秤座民歌大賽 冠軍), settembre 2006
- Terza persona più ricercata dell'anno, Yahoo! Taiwan 雅虎奇摩, 2007
- Singolo in Top 10 sulla 2007 KKBOX Digital Music Chart (2007KKBOX數位音樂風雲榜 年度風雲十大歌曲), per Moment of the First Sight (一眼瞬間), gennaio 2008
- Primo posto, 2007 MTV Channel's One-Hundred Golden Hits (2007年MTV台百大發燒金曲 冠軍), per Moment of the First Sight (一眼瞬間), febbraio 2008
- Cantante più Popolare in tre categorie, 2008 Hong Kong Metro Radio Hit Awards (香港新城國語力頒獎禮2008), luglio 2008
- Nuovo Artista più Prominente, Singapore Hit Awards 2008 (第十四屆新加坡金曲獎 優秀新人獎), ottobre 2008
- Top-20 Hit, 2008 Global Mandopop Music Chart (第八屆全球華語歌曲排行榜 年度二十大金曲), per Collection (收藏), ottobre 2008
- Miglior Artista Esordiente delle regioni di Hong Kong e Taiwan, 2008 East-South Explosive Power Music Chart (第六届東南勁爆音樂榜 勁爆港台地區最佳新人), novembre 2008
- Top-10 Hit, 2008 East-South Explosive Power Music Chart (第六届東南勁爆音樂榜 十大金曲), per The Prince's New Clothes (王子的新衣), novembre 2008
- Voce Maschile con più Potenzionale dell'anno nelle regioni di Hong Kong e Taiwan, 2008 CCTV-MTV Music Awards (第九屆 CCTV-MTV 音樂盛典 港台地區年度最具潛力男歌手), novembre 2008
- Top-10 Canzoni Internazionali Originali, Malaysia PWH Music Award (馬來西亞娛協獎 Yu Xie Jiang 國際組十大原創歌曲獎), per Moment of the First Sight (一眼瞬間), novembre 2008
- Miglior Cantante Oltremare, Malaysia PWH Music Award (馬來西亞娛協獎 Yu Xie Jiang 最佳海外演繹歌手獎), per Moment of the First Sight (一眼瞬間), novembre 2008
- Quinto posto tra le persone più ricercate dell'anno su Google Taiwan, ottavo posto tra le persone più ricercate dell'anno su Google Hong Kong (l'unico taiwanese in top 10), dicembre 2008
- Artista dell'Anno con il Maggior Potenziale, Artista Uomo più alla Moda dell'Anno, 2008 QQ Star Awards (騰訊網2008星光大典 年度歌壇潛力歌手, 年度風尚男歌手), dicembre 2008
- Miglior Artista Esordiente delle regioni di Hong Kong e Taiwan, Miglior Artista Live, 2008 Music Pioneer Chart (音樂先鋒榜2008年度頒獎典禮 港台先鋒新人, 先鋒演繹歌手), dicembre 2008
- Artista Uomo Esordiente con più Potenziale, China Wireless Music Awards 2008 (2008中國移動無線音樂盛典 無線音樂最具潛力男新人), dicembre 2008
- Artista Esordiente Favorito del 2008, Cerimonia di premiazione annuale della Zhong Ge Chart 2008, Pechino (中歌榜2008年度北京流行音樂典禮 - 年度港台最受歡迎新人), gennaio 2009
- Artista Esordiente più Prominente con il Maggior Potenziale, trentunesima cerimonia degli Hong Kong TV-10 Golden Chinese Songs- Music and Awards, (第三十一届香港電台十大中文金曲頒獎音樂會 - 最有前途新人獎優異獎), gennaio 2009
- Terzo posto nella 2008 KKBOX Digital Music Album Chart, per l'album Jam Hsiao Same-Name Album, febbraio 2009
- Singolo in Top 20 sulla 2008 KKBOX Digital Music Single Chart, per Forgive Me (原諒我) e The Prince's New Clothes (王子的新衣), febbraio 2009
- Artista Uomo più Popolare, Miglior Cantante Uomo, Singapore Hit Awards 2009 (第十五屆新加坡金曲獎 最受歡迎男歌手獎, 最佳演繹男歌手獎), novembre 2009